# Crash Nomada (musikalbum)
Crash Nomada är det tredje fullängdsalbumet av den Stockholmsbaserade folkpunkgruppen Crash Nomada, utgivet 9 november 2018, och det andra albumet efter namnbytet från Dorlene Love år 2011. Albumet producerades av Jari Haapalainen och mixades av Pelle Gunnerfeldt.. Musiken är inspelad live i The Ends Studio, Lund i mars 2018, förutom Mälaren och Ljuset Som Du Sökte som spelades in i Atlantis Studio, Stockholm 2015. Albumet gavs ut digitalt, som CD och på vinyl.
Redan 2016 släppt bandet de två låtarna Mälaren och Ljuset som du sökte som singlar med videor, båda videorna regisserade av Attila Urban. Ljuset som du sökte handlar om konstnären och filosofen Ivan Aguéli. I oktober 2018 kom en video till Mörk Europeisk Himmel, gjord med samma regissör.  Sista spåret Bomullskrona är en översättning av och en cover på Sonic Youths låt Kotton Krown (även benämnd Cotton Crown) från albumet Sister 1987.  
Reaktionerna på utgivningen var positiva och albumet beskrevs som "skickligt och genreöverskridande" i webbmagasinet Ergo alltmedan Thomas "Rockfarbror" Cedergren bland annat jämförde musiken med Thåström och Imperiet. Mikael Sörling utnämner i punk-fanzinet Turist i tillvaron albumet Crash Nomada till 2018 års bästa album och skriver att "Det känns emellanåt som om jag är en del av den här skivan, att jag befinner mig i den. Virtual reality på vinyl. Det är en hissnande upplevelse.". 
Release-spelning för albumet hölls på Bar Brooklyn, Debaser 29 november 2018.

## Låtlista
1. Tusen Sånger 4:03
2. Någon Form Av Svar 3:39
3. Cuatro Caminos 3:15
4. Stenålderssjäl 3:16
5. Ljuset Som Du Sökte 3:32
6. Mörk Europeisk Himmel 4:25
7. Ingenting Är Sant 3:55
8. Det Här Är Ditt Liv 1:20
9. Mälaren 4:01
10. Bomullskrona 4:08 (cover av Sonic Youths Kotton Krown)

## Medverkande

### Bandmedlemmar
- Ragnar Bey - sång, akustisk gitarr
- Linus el Toro Fransson - trummor, percussion, sång, formgivning
- Tomoko Sukenobu - bas, sång
- John Hagenby - gitarr, saz-cümbüs sång
- Walter Salé - dragspel, sång
- Sara Edin - fiol, sång

### Övrig medverkan
- Pelle Gunnerfeldt - mixning
- Håkan Åkesson - mastering
- Attila Urban - omslagsfoto